# 정재진
정재진(1953년 2월 28일 ~ )은 대한민국의 배우이다.

## 학력
- 영등포고등학교 (졸업)

## 연기 활동

### 영화
- 《대립군》 (2017년) - 노승 역
- 《황혼 블루스》 (2022년) -
- 《갱경 떡삥이》 (2021년) -
- 《엄마의 공책》  (2018년) - 스님 역
- 《부라더》 (2017년) - 재종조 역
- 《미화원》 (2017년) -
- 《아주 오래된 영화관》 (2016년)
- 《형》 (2016년) - 슈퍼주인 역
- 《세일즈맨》 (2016년) - 민재 역
- 《기화》 (2015년) - 노숙자 역
- 《포파라치》 (2015년) -
- 《나의 자리》 (2015년) -
- 《실버벨》 (2014년) - 재진 역
- 《생생활활》 (2013년) - 의사 역
- 《야관문: 욕망의 꽃》 (2013년) - 서교장 역
- 《다마고치 심폐소생술》 (2013년) -
- 《대신 울어드립니다》 (2013년) -
- 《핑크》 (2012년) - 김노인 역
- 《달빛 길어올리기》 (2011년) - 외발장인 역
- 《오직 그대만》 (2011년) - 교대 노인 역
- 《세운상가 블루스》 (2011년) -
- 《그 여름의 바다》 (2010년) -
- 《결혼식 후에》 (2009년) - 신주 역
- 《나는 행복합니다》 (2009년) - 수경 부 역
- 《천국의 우편배달부》 (2009년) - 노인 1 역
- 《귀향》 (2009년) - 노인 역
- 《저녁의 게임》 (2009년) - 아버지 역
- 《제불찰씨 이야기》 (2009년) - 최고봉 의원 (목소리) 역
- 《아따쿨》 (2009년) -
- 《소년 감독》 (2008년) - 사진관 할아버지 역
- 《신기전》 (2008년) - 영의정 역
- 《달려라 자전거》 (2008년) - 황 교수 역
- 《경축! 우리 사랑》 (2008년) - 이씨 역
- 《허밍》 (2008년) - 교수님 역
- 《바보》 (2008년) - 관리인 할아버지 역
- 《숭고한 방학》 (2008년) - 빵가게 사장님 역
- 《판타스틱 자살소동》 (2007년) - 임춘봉 <해피 버스데이> 역
- 《권순분 여사 납치사건》  (2007년) - 수사과장 역
- 《최강 로맨스》 (2007년) - 조 반장 역
- 《비몽 (飛夢)》 (2007년) - 동장 역
- 《잘 살아보세》 (2006년) - 배 영감 역
- 《무도리》 (2006년) - 도인 역
- 《코마》 (2006년) - 병원장 역
- 《가족 같은 개, 개 같은 가족》 (2006년)
- 《생일파티》 (2006년) -
- 《추위에 날무대가리가 터진게지》 (2006년) - 우진 부 역
- 《미스터 주부퀴즈왕》 (2005년) - 수희 부 역
- 《박수칠 때 떠나라》 (2005년) - 전문 2 역
- 《웰컴 투 동막골》 (2005년) - 촌장 역
- 《착한 아이》 (2005년) -
- 《어느 늦은 밤》 (2005년) - 할아버지 역
- 《효자동 이발사》 (2004년) - 산골 초가집 노인 역
- 《말죽거리 잔혹사》 (2004년) - 교장 선생님 역
- 《스캔들: 조선남녀상열지사》 (2003년) - 원로 2 역
- 《오! 브라더스》 (2003년) - 현주 부 역
- 《바람난 가족》 (2003년) - 영사기사 역
- 《지구를 지켜라》 (2003년) - 노아 역
- 《가족 사진》 (2003년) - 상진 부 역
- 《우렁각시》 (2002년) - 종삼 역
- 《재밌는 영화》 (2002년) - 천황 역
- 《라이방》 (2001년) - 학락 삼촌 역
- 《노랑머리 2》 (2001년) - 편의점 사장 역
- 《모든 천사는 수위를 꿈꾼다》 (2000년) - 교장 역
- 《닫힌 교문을 열며》 (1992년) - 진수부 역
- 《마유미》 (1990년) - 노무자 역

### 텔레비전 드라마
- 《빅마우스》 (MBC) (2022년) - 최 노인 역
- 《괴물》 (JTBC) (2021년) - 방호철 역
- 《열두밤》 (Channel A) (2018년) - 악기 상점 주인 역
- 《꽃 피어라 달순아!》 (KBS1) (2017년)
- 《몬스터》 (MBC) (2016년)
- 《호텔킹》 (MBC) (2014년) - 아성원의 친구 / 작은씨엘 회장 역
- 《귀신 보는 형사 처용》 (OCN) (2014년) - 교통사고로 쓰러진 할머니의 남편 역
- 《특수사건 전담반 TEN 2》 (OCN) (2013년) - 목사 역
- 《그래도 당신》 (SBS) (2012년)
- 《망설이지마》 (SBS) (2009년)
- 《시티홀》 (SBS) (2009년) - 김실천 역
- 《유리의 성》 (SBS) (2008년)
- 《우리들의 해피엔딩》 (MBC) (2008년)
- 《불한당》 (SBS) (2008년)
- 《뉴하트》 (MBC) (2007년) - 김용구 역
- 《착한여자 백일홍》 (KBS) (2007년)
- 《헬로! 애기씨》 (KBS2) (2007년) - 종친 역
- 《푸른 안개》 (KBS2) (2001년) - 술집 남자 역
- 《용서》 (SBS) (2000년)
- 《날마다 행복해》 (MBC) (1999년)
- 《청춘》 (MBC) (1999년)

### 연극
- 《스페인 연극》 (2008년)
- 《관객모독》 (2004년)
- 《레퀴엠》 (2001년)
- 《목포의 눈물》 (1998년)
- 《쥬라기의 사람들》 (1998년)
- 《어느 무정부주의자의 사고사》 (1998년)

## 논란
2009년 6월 15일에 대마초를 피운게 걸리면서 구속 되었으며 동시에 KBS, MBC에서 출연금지 되었다. 이후 8년후인 2017년 6월 12일에 또 대마초를 피운게 또 걸려 다시 구속 되었다.